# لامبيرتو ليوناردي
لامبيرتو ليوناردي (بالإيطالية: Lamberto Leonardi)‏ هو مدرب كرة قدم ولاعب كرة قدم إيطالي في مركز الوسط، ولد في 8 أغسطس 1939 في روما في إيطاليا، وتوفي في 22 فبراير 2021 في لاتينا في إيطاليا. شارك مع منتخب إيطاليا تحت 21 سنة لكرة القدم. أما مع النوادي، فقد لعب مع أتالانتا وكوسينزا كالشيو ونادي براتو ونادي بينيفينتو ونادي روما ونادي فاريسي ونادي مانتوفا ونادي مودينا ويوفنتوس.

## وصلات خارجية
- لامبيرتو ليوناردي على موقع قاعدة بيانات كرة القدم.إي يو (الإنجليزية)
- لامبيرتو ليوناردي على موقع عالم كرة القدم.نت (الإنجليزية)